# Robert van Gulik
Robert Hans van Gulik (Zutphen, 9 agosto 1910 – L'Aia, 27 settembre 1967) è stato uno scrittore, diplomatico, orientalista e musicista olandese.
Studioso di culture orientali e diplomatico, è autore di originali romanzi polizieschi apprezzati da colleghe come Agatha Christie ed ambientati in Cina nel periodo della dinastia Tang (sec. VII), che hanno per protagonista l'«onorevole magistrato Dee», un personaggio realmente esistito.
I romanzi di van Gulik sono noti per l'accuratezza nella descrizione della cultura e dell'ambiente cinesi. Tra essi: I delitti della campana cinese (The Chinese Bell Murders, 1951), I delitti dell'oro cinese (The Chinese Gold Murders, 1959), La scimmia e la tigre (The Monkey and the Tiger, 1965).
È rinomato come esperto di letteratura, arte e storia orientale.

## Biografia
Cresciuto a Giava, frequenta l'Università di Leida studiando sinologia a Utrecht, dove ottiene il dottorato in Filosofia. 
Entrò nel 1935 nella carriera diplomatica che ha seguito tra l'altro in Cina, Malesia e Giappone. Nel 1943 è di nuovo in Cina e vi sposa la discendente di una famiglia nobile. Nel 1965 era ambasciatore olandese a Tokyo.

## Opere

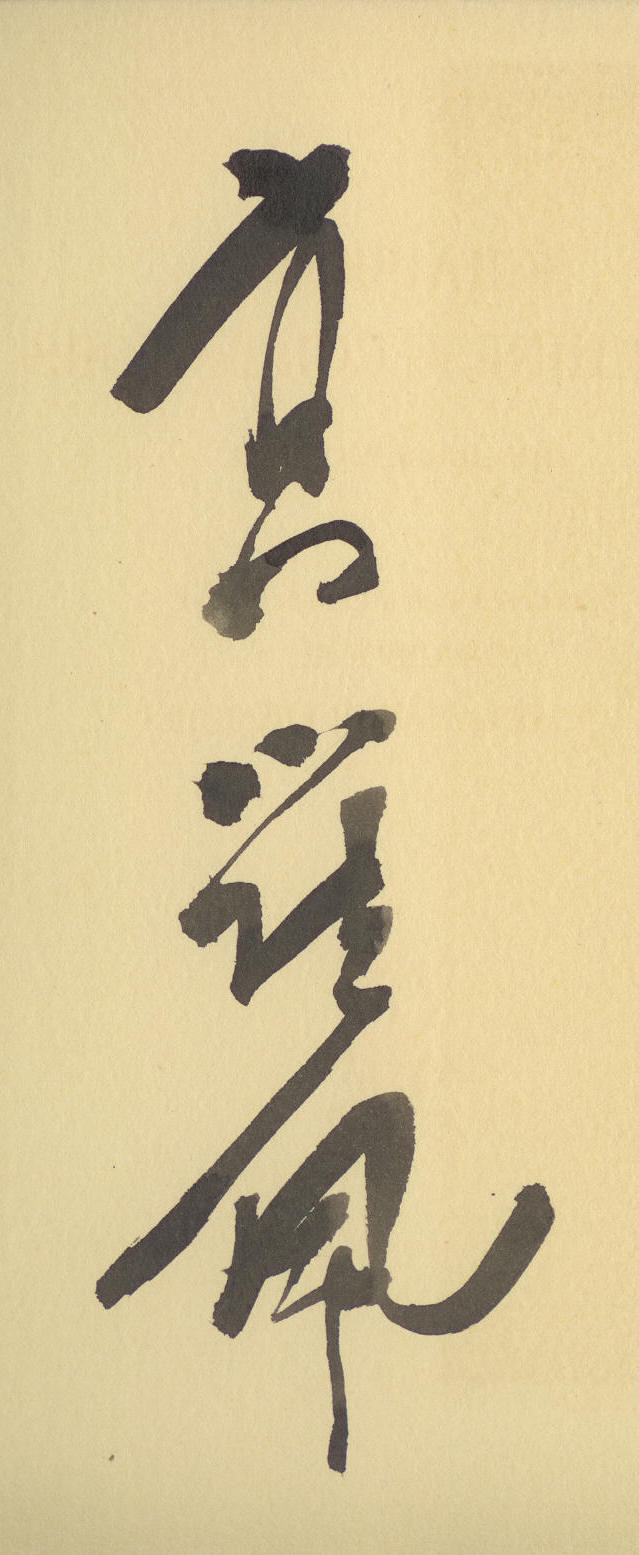
Firma in cinese di Robert van Gulik

### Romanzi con il giudice Dee
- 1949, Dee Goong An: Celebrated Cases of Judge Dee, (I celebri casi del giudice Dee[5])
- 1956, The Chinese Maze Murders, (I delitti del labirinto cinese)
- 1958, The Chinese Bell Murders, (I delitti della campana cinese)
- 1959, The Chinese Gold Murders (Fantoom in Foe-Lai), (I delitti dell'oro cinese)
- 1960, The Chinese Lake Murders, (I delitti del lago cinese)
- 1961, The Chinese Nail Murders, (I delitti del chiodo cinese)
- 1961, The Haunted Monastery, (Il monastero stregato)
- 1961, The Red Pavilion, (Il padiglione scarlatto)
- 1962, The Lacquer Screen, (Il paravento di lacca)
- 1963, The Emperor's Pearl, (La perla dell'imperatore)
- 1965, The Phantom of the Temple, (Il fantasma del tempio)
- 1965, The Willow Pattern, (La casa del salice)
- 1966, Murder in Canton, (Assassinio a Canton)
- 1967, Necklace and Calabash, (I delitti della collana cinese)
- 1968, Poets and Murder (The Fox-Magic Murders), (Poeti e assassini)

Diversi di questi titoli sono stati pubblicati in Italia da Arnoldo Mondadori Editore (collana I Classici del Giallo), da Garzanti e da O barra O edizioni.
Il francese Frederic Lenormand a partire dal 2004 ha scritto una nuova serie di 18 romanzi che raccontano le indagini del Giudice Dee (Les nouvelles enquêtes du juge Ti), il primo dei quali è Le Château du lac Tchou-An (Il Castello del lago Zhu-an) e l'ultimo Divorce à la chinoise (Divorzio alla cinese), casa editrice Fayard, 2011.
L'autore cino-americano Zhu Xiao Di nel 2006 ha scritto un romanzo dal titolo Tales of Judge Dee, casa editrice iUniverse, Lincoln, NE. Si tratta di una raccolta di 10 racconti ambientati nel distretto di Poo-yang, nel periodo 669-670.

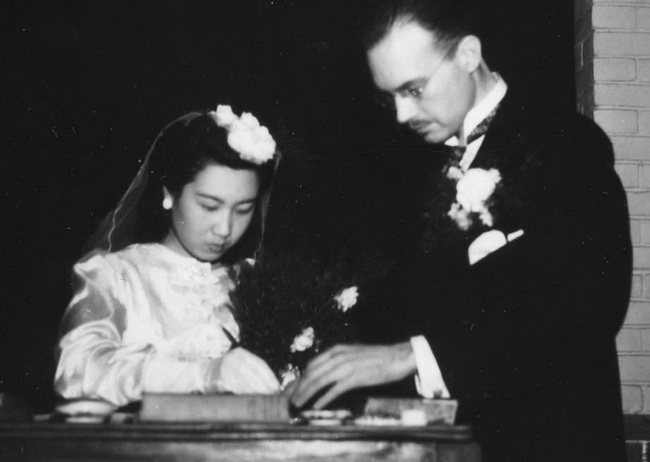
Matrimonio di Shui Shifang (figlia della dinastia imperiale Qing) e Robert van Gulik (Chongqing, 1943)

### Raccolte di racconti
- 1965 The Monkey and the Tiger, (La scimmia e la tigre)
  - The Morning of the Monkey, (Il mattino della scimmia)
  - The Night of the Tiger, (La notte della tigre)
- 1967 Judge Dee at Work: Eight Chinese Detective Stories, (Otto indagini per il giudice Dee)
  - Five Auspicious Clouds, (Cinque nubi di buon auspicio)
  - The Red Tapes Murder, (Omicidio e burocrazia)
  - He Comes with the Rain, (Veniva con la pioggia)
  - The Murder on the Lotus Pond, (Delitto allo stagno dei loti)
  - The Two Beggars, (I due mendicanti)
  - The Wrong Sword, (La spada scambiata)
  - The Coffins of the Emperor, (Le bare dell'imperatore)
  - Murder on New Year's Eve, (Assassinio alla vigilia di Capodanno)

### Altri romanzi
- 1964 The Given Day: An Amsterdam Mystery